# جوليا ألاباي
جوليا ألاباي كوا (الإسبانية:Julia Alapaʻi Kauwaʻa)  (غالبا 1814–1849)كانت تعمل كشيف مستوى عالي في مملكة هاواي يطلق أسمها دائما جوليا ألاباي وأحيانا جوليا أنستيد.

## حياتها
ولدت غالبا في عام 1814 والدها كان الطاهي ذو الدرجة الممتازة الشيف ناهيلي  (Chief Nāhili), ووالدتها الطاهية كوا (High Chiefess Kauwaʻa).
اكن أبوها السيد ناهيلي بحارا في كاميهاميها الأولى  ويعتبر واحدا من ألمع جنرالات، كان له دور فعال في فوز بلدته الأخير في معركة نوانو. خلال تلك الأيام من حروب التوحيد، تم ارساله إلى جانب كياويبو وإسحاق ديفيس لكاوأي حيث استطاع بنجاح اقناع الملك كاوموالي بتسليم السيطرة على الجزيرة في 1819.
كانت والدتها كانت الابنة الصغرى للملك ألاباينوي وزوجته كاماوا. كان أبوها ملك جزيرة هاواي قبل انضمام كلانيوبو، حيث كانوا يتخوفون من نبوءة ولادة «قاتل الرؤساء»، الذي قد حاول قتل الطفل كاميهاميها في ولادته. كان شقيقتها كاولوناي، الذي تزوج كانيهيوا وكانت والدة ليبوا وجوليا مويمالي. وكان لها أيضا الأخ غير الشقيق كينيوكاهي، وهو ابن والدها ناهيلي من زوجة أخرى اسمها ناكايواياهي، والذي أصبح واحدا من أصحاب الأمير  في وقت لاحق الملك كاميهاميها الثاني.
بدلا من ذلك، قد أعطى جدها كما  ابن شقيق  نجل ألابينيوي والاخ غير الشقيق للرئيس، نجل رئيس هاواي، من قبل زوجته كومايكو. كان أخيها غير الشقيق توائم الملكة كيمانوا وكامياكو، وشقيق كامل بدمهم  ومستشارين موثوق به ثلاثة من كاميهاميها الأول الذي ساعده توحد جزر هاواي. وهكذا، وقالت إنها كانت أحد أقارب قوية الملكة كاهومانوا، اتي شغلت منصب قوي والوصي للملك كاميهاميها الثاني وكاميهاميها الثالث.
أصبحت صديقا حميما ويصاحب ذلك (على غرار السيدة الأوروبية في الانتظار) من الأميرة ناهينيننيا، الابنة الصغرى للكاميهاميها الأول وزوجته أكداس كيوبوهاني وشقيقة الملك كاميهاميها الثاني وكاميهاميها الثالث. أثناء صباها، جنبا إلى جنب مع الحاضرين أخرى للأميرة، والطاهية جين لاهيلاهي، لورا كونيا، وقد  عوقب من قبل الملكة  بتهمة خرق قوانين المسيحية وإفساد الشباب الملك كاميهاميها الثالث، الذي كان قد اعتلى العرش بعد وفاة شقيقه المفاجئة في لندن. 

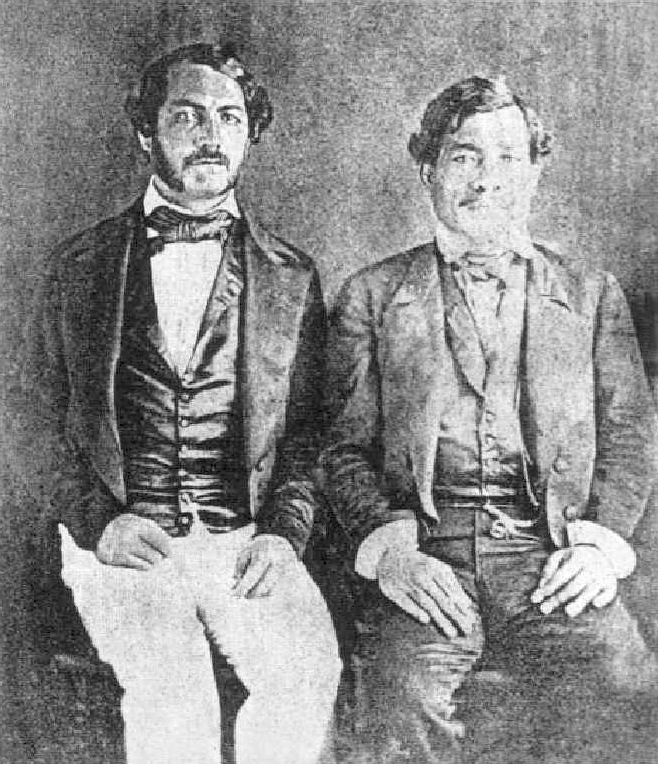
كينوي آنا وكاميهاميها الثالث، تقريبا في عام1850

تزوجت جون كيليبايهالا يونغ الثاني، المعروف أكثر باسم كينوي آنا، نجل المستشار كاميهاميها الأول جون يونغ ورفيق الطفولة للملك كاميهاميها الثالث، ظلوا متزوجين بلا أطفال، لذلك، في عام 1836، واعتمدت في تقليد هاواي من هاناي قريب لهما بيتر كايو، وبن يشوع كايو وجين لاهيلاي، شقيقة زوجها. كما هاناي ابنة أختها جوليا مويمالاي.
انقضت الشريعة المسيحية لفترة من الزمن بعد وفاة كاهامانو وهوابيلي، أقوى المؤيدين للدين الجديد. ما زالت تركز المحكمة وعاصمة المملكة في موكولا وهيل بيولا في لاهاينا. خلال هذا الوقت، قيل إن ألابائي أصبحت عشيقة من كاميهاميها الثالث جنبا إلى جنب مع شقيقة زوجها "جين لاهيلاهي بينما كان كيوني انا على علاقة غرامية مع زوجة الملك ملكة كالاما. هذا النوع من العلاقة، المشتركة في هاواي القديمة، يعكس عادات بونالوا التقليدية ("اثنين من الينابيع")، الذي ينطوي على "أن اثنين أو أكثر من الاخوة مع زوجاتهم، أو اثنين أو أكثر من الأخوات مع أزواجهن، اتجهت تعاملات لامتلاك بعضها البعض مشترك".
تم الوثوق بها على حد سواء ألاباي وزوجها مستشاري الملك وشملت كاميهاميها الثالث لهم في محاميه. عملت في البيت من النبلاء، ومجلس الشيوخ في المجلس التشريعي هاواي، 1845-1849، وشغل منصب عضو في مجلس الملكة الخاص من 1848 إلى 1849. وبينما كان معظم النساء في الولايات المتحدة لحقوق قليلة، عددا كبيرا من كانت الشيف هاواي نشطة في الحياة السياسية. كتب صحفي مجهول من الأطلس بوسطن في رسالة إلى المحرر عن الافتتاح الرسمي الأول للمجلس التشريعي في هاواي في هونولولو في عام 1845

## وفاتها
توفيت ألاباي فجأة في 2 أغسطس 1849 من سكتة قلبية، وذلك قبل غزو هونولولو التي كتبها القبطان البحري الفرنسي لويس التروميلين. دفعت وفاة لها كل من زوجها والملك في العودة إلى العاصمة من هيلو في الوقت المناسب لمعالجة الأزمة السياسية. يسمى شارع الاباي في هونولولو بعد لها. لوحة من توقف لها بجوار بيانو طفل في صالون في هاناياكالامالما، المقر الذي عاش زوجها في بعد وفاتها، والتي تحولت فيما بعد إلى القصر الصيفي من ابنة لها الملكة إيما، زوجة كاميهاميها الرابع. أصبحت أراضي لها في نهاية المطاف جزء من العقارات من الملكة إيما والتي هي الآن جزء من الثقة من مركز الملكة الطبي، المستشفى أنها ساعدت المعمول بها. وقالت أنها ربما كان مدفون في ضريح الملكي في ماونا ألا.